# Radulphus Brito
Radulphus Brito (* um 1270; † 1320) war ein in Paris wirkender scholastischer Philosoph und Philologe (Grammatiker).
Auch Radulfus Brito, Radulphus Reginaldi Britonis, Raoul le Briton.
Der Zusatz Brito stammt von seiner Herkunft aus der Bretagne und er wurde auch mit Raoul le Briton identifiziert. Brito studierte in Paris mit dem Magister Artium 1296 (eventuell erhielt er ihn auch früher). Er war 1300 bis 1307 Professor in der Artistenfakultät in Paris, studierte zusätzlich Theologie (Magister theologiae 1311/12) und trat 1311 der theologischen Fakultät bei. Ab 1315 war er Provisor der Sorbonne.
Er gehörte zu den Modistae genannten spekulativen (modistischen) Sprachphilosophen (wie Thomas von Erfurt, Martinus Dacus (Morten Mogensen), Siger von Courtrai und Boetius von Dacien). Diese versuchten aus der Analyse der alltäglichen Sprache metaphysische Schlüsse zu ziehen. Brito befasste sich insbesondere mit Aristoteles (Kommentar zu De Anima, Nikomachische Ethik, Logik), Boethius (De differentiis topicis) und Priscian.
Von ihm sind eine Reihe von Handschriften bekannt.

## Schriften
- Quaestiones in Aristotelis librum tertium De anima, Hrsg. W. Fauser, in: Der Kommentar des Radulphus Brito zu Buch III De anima, Münster: Aschendorff 1974.
- Sophisma Aliquis homo est species, Herausgeber Jan Pinborg in: Radulphus Brito’s sophism on second intentions, Vivarium, Band 13, 1975, S. 119–152.
- Sophisma Rationale est animal, Hrsg. Sten Ebbesen in: The sophism Rationale est animal, Cahiers de l’Institut du Moyen-Age Grec et Latin, Band 24, 1978, S. 85–120.
- Sophisma Omnis homo est omnis homo, Quaestiones super De differentiis topicis Boethii, Hrsg. Niels J. Green-Pedersen, Jan Pinborg, in: Radulphus Brito: Commentary on Boethius’ De differentiis topicis and the sophism Omnis homo est omnis homo, Cahiers de l’Institut du Moyen-Age Grec et Latin, Band 26, 1978, S. 1–92.
- Quaestiones in Aristotelis libros De anima, q. 1.6, Quaestiones super librum Porphyrii, qq. 5–8, Hrsg. Jan Pinborg, Cahiers de l’Institut du Moyen-Age Grec et Latin, Band 35, 1980, S. 56–142.
- Quaestiones super Priscianum minorem, Hrsg. H.W. Enders, Jan Pinborg, ‘’Grammatica speculativa’’, Band 3/1–2. Stuttgart-Bad Cannstatt:Frommann Holzboog, 1980.
- Quaestiones super Sophisticos elenchos, qq. I.10–19, Hrsg. Sten Ebbesen, in: Texts on equivocation. Part II. Ca. 1250–1310, Cahiers de l’Institut du Moyen-Age Grec et Latin, Band 68, 1998, S. 99–307.
- Quaestiones in Aristotelis libros ethicorum, Hrsg. Iacopo Costa, in: Le questiones di Radulfo Brito sull’Etica Nicomachea, Studia artistarum 16, Turnhout: Brepols, 2008.
- Quaestiones super Priora Analytica Aristotelis, Hrsg. Gordon Wilson, Löwen: Leuven University Press, 2016.